# Нанси Райън
Нанси Райън (на английски: Nancy Ryan) е американска писателка на бестселъри в жанра исторически любовен роман и романтичен уестърн. Пише под псевдонима Нан Райън (на английски: Nan Ryan). Издавана в България и като Нан Раян.

## Биография и творчество
Нанси Хендерсън Райън е родена на 11 август 1936 г. в Тексас, САЩ. Тя е средната дъщеря на собственик на ранчо и пощаджия. Завършва християнския университет в Абълийн.
Нанси е била омъжена за Джо Райън, телевизионен режисьор. Заради работата му те са живели в Вашингтон, Калифорния, Ню Мексико, Колорадо, Аризона, Мисури, Алабама, Джорджия, Флорида, и в родния ѝ Тексас. Това ѝ помага да опознае историята на всички тези места лично и впоследствие да ги опише като сцена на произведенията си.
През 1981 г. тя прочита в „Нюзуик“ една интересна статия за писателите на романтична литература – „От спалнята до заседателната зала“. Макар дотогава да не била фен на романсите, тя си взема няколко и ги прочита. Това я вдъхновява да опита да пише сама със своята пишеща машина Smith Corona. Първата ѝ книга никога не е показвана и остава в нейния архив за спомен.
През 1983 г. излиза първият ѝ любовен роман Kathleen's Surrender. След него, по предложение на съпруга си, тя започва да публикува под псевдонима Нан Райън. Става известна със следващите си романи публикувани през 1987 г.
Романсите на писателката са характерни с атрактивни и дейни героини, много чувства и „творчески и смели“ любовни сцени. Те са преведени на повече от 11 езика и са отпечатани в над 4 милиона копия по света.
През 1996 г. и 2001 г. е удостоена с награда за най-добър исторически романс от списание Romantic Times. Носител е на наградата „Златна писалка“ от Affaire de Coeur.
Нанси Райън живее в Албакърки, Ню Мексико.

## Произведения

### Самостоятелни романи
- Kathleen's Surrender (1983) – под името Нанси Хендерсън Райън
- Lightning Strikes Twice (1987)
- Desert Storm (1987)
- Wayward Lady (1987)
- Love in the Air (1987)
- Cloudcastle (1987)
- Midnight Affair (1988)
- Stardust (1988)
- Outlaw's Kiss (1989)
- Savage Heat (1989)
- Silken Bondage (1989)
- Sun God (1990)
- The Legend of Love (1991)
- Written in the Stars (1992)
Под знака на звездите, изд.: ИК „Бард“, София (1994), прев. Радостин Попов
- A Lifetime of Heaven (1993)
- Love Me Tonight (1994)
Люби ме тази нощ, изд. „Калпазанов“, Габрово (1996), прев. Румяна Благоева
- Because You're Mine (1995)
Изгаряща светлина, изд.: ИК „Хермес“, Пловдив (1996), прев. Победа Милева, Ангелина Василева
- You Belong to My Heart (1996)
Игра на любов, изд.: ИК „Бард“, София (1996), прев. Красимира Матева
- Burning Love (1996)
Керван за Багдад, изд.: ИК „Бард“, София (2000), прев. Ани Еврева
- The Princess Goes West (1998)
- Wanting You (1999)
- The Countess Misbehaves (2000)
- The Seduction of Ellen (2001)
- The Scandalous Miss Howard (2002)
- Naughty Marietta (2003)
- The Last Dance (2003)
- Chieftain (2004)
- Duchess for a Day (2005)
- The Sheriff (2006)
- Dearest Enemy (2006)

### Сборници
- Nan Ryan: Western Romance (2013)